# Демчинський парк
Демчинський — парк-пам'ятка садово-паркового мистецтва місцевого значення. Об'єкт розташований на території Бердичівського району Житомирської області, село Демчин, залізнична станція Демчин.
Площа — 4 га, статус отриманий у 1964 році.